# Myzaphis avariolosa
Myzaphis avariolosa är en insektsart. Myzaphis avariolosa ingår i släktet Myzaphis och familjen långrörsbladlöss. Inga underarter finns listade i Catalogue of Life.